# Драпетоманія

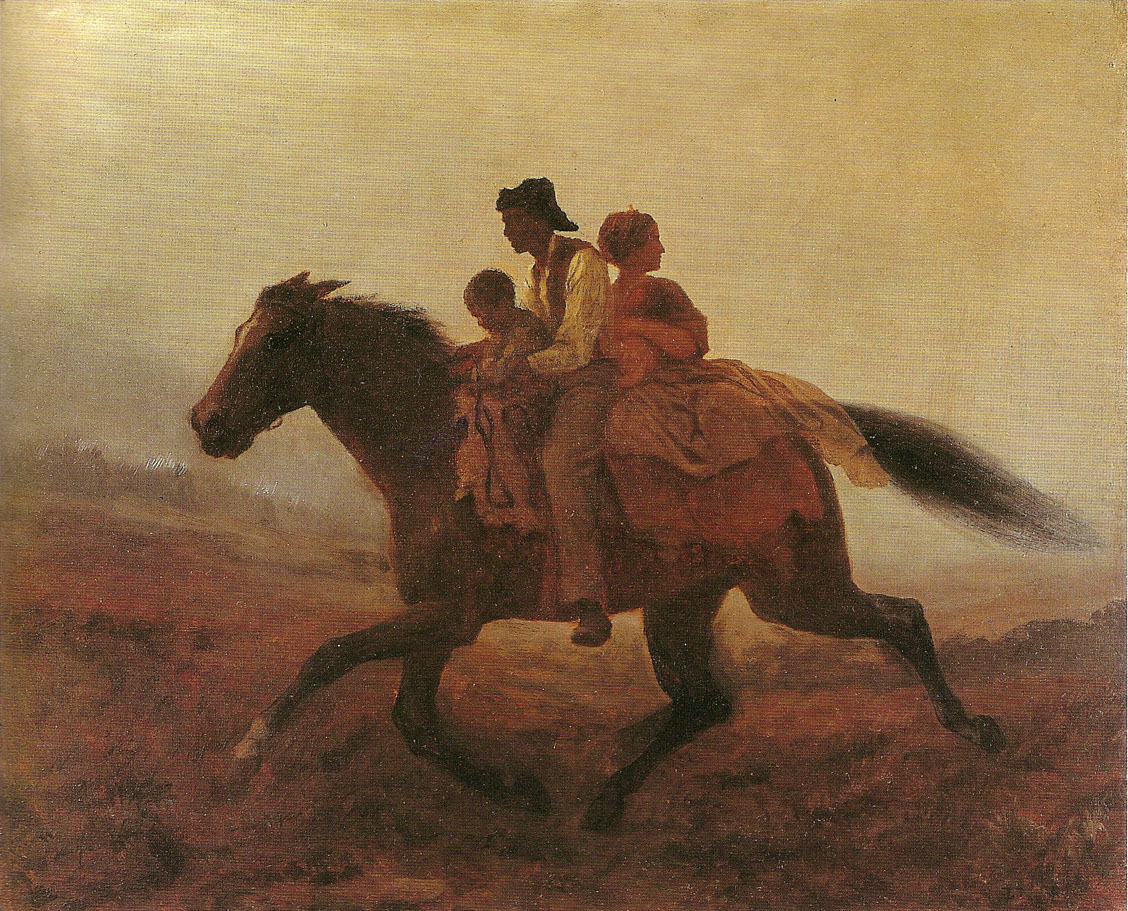
«Втеча рабів на свободу», картина Істмена Джонсона, 1862

Драпетоманія — гіпотетичний психіатричний діагноз, ідею про існування якого висунув у 1851 році американський лікар Семюел Картрайт з Луїзіанської медичної асоціації для пояснення у темношкірих рабів тенденції до втеч з рабства. Він пояснював втечі рабів нав'язливим прагненням свободи. Будь-який раб, який намагався втекти більш як два рази, відповідав цьому «діагнозу». Стаття Картрайта про діагноз була широко висміяна в північних штатах США й активно передруковувалась у південних, рабовласницьких штатах. Концепція драпетоманії псевдонаукова :2 і є частиною доктрини наукового расизму.

## Опис
Як така, драпетоманія — приклад псевдонаукового расизму. Термін утворений від дав.-гр. δραπέτης (drapetes, «утікач [раб]») + μανία (mania, «божевілля»).
Вперше діагноз з'явився у статті, опублікованій в The New Orleans Medical and Surgical Journal, в якій лікар Картрайт стверджував, що тенденція рабів утікати від своїх господарів насправді є виліковним розладом психічного здоров'я. Він вважав, що за умови

…суворого дотримання належних медичних рекомендацій ця плачевна практика втечі, якої дотримуються багато темношкірих рабів, може бути майже повністю припинена…
Оригінальний текст (англ.)
…proper medical advice, strictly followed, this troublesome practice that many Negroes have of running away can be almost entirely prevented…

Згідно з твердженням Картрайта, драпетоманія проявляється в тому випадку, коли рабовласники неналежним чином поводяться зі своїми рабами: вважають їх рівними собі або виявляють надмірну жорстокість у поводженні тощо. В цьому випадку раби стають грубими і неприборканими, тому й утікають.
Як найбільш ефективну лікувальну процедуру він пропонував бичування. Крім того, призначалася також ампутація пальців ніг.
У псевдонауковій роботі «Хвороби та особливості негритянської раси» Картрайт виправдовував існування рабства, зокрема посилаючись на християнські принципи. Він стверджував, що Біблія наказує рабам бути покірними своїм господарям і що при дотриманні такої лінії поведінки у них не виникатиме пориву до втеч.
Картрайт описав й інший розлад, Dysaesthesia aethiopica, для пояснення очевидної відсутності мотивації, що демонструється багатьма рабами, яка, як він також стверджував, могла б бути вилікувана бичуванням.
За аналогією з драпетоманія в XIX столітті прусські психіатри запровадили діагноз «Гальська психопатія».